# Oumar Diop
Oumar Diop (Conakry, 12 novembre 1992) è un ex calciatore guineano, di ruolo difensore.